# Andranomena
Andranomena est une commune du nord de Madagascar, appartenant au district d'Andapa, lui-même inclus dans la région de Sava qui se situe dans la province de Diego-Suarez.

## Économie
Commune agricole, avec 94 % de la population qui travaille dans ce secteur. Les cultures sont principalement le riz, la vanille et les haricots.

## Démographie
La population est estimée à environ 4 038 habitants en 2001.